# Jujols
Jujols (catalansk: Jújols) er en by og kommune i departementet Pyrénées-Orientales i Sydfrankrig.

## Geografi
Jujols ligger 65 km vest for Perpignan. Nærmeste by er mod øst Olette (6 km).

## Borgmestre
| Navn                 | Periode     |
| -------------------- | ----------- |
|                      |             |
| Jean-Antoine Jaulent | ?-06.1815   |
| Louis Broch          | 06.1815-?   |
|                      |             |
| Jean Jaulent         | 1955-1977   |
| Jean Battle          | 1977-1979   |
| Yvon Robert          | 1979-1987   |
| Olivier Robert       | 1987-1989   |
| Yvon Robert          | 1989-1995   |
| Josiane Isnard       | 1995 - 2001 |
| Jean-Louis Arcis     | 2001 - 2008 |
| Eric Nivet           | 2008-       |

## Demografi

### Udvikling i folketal
| 1962                                                              | 1968 | 1975 | 1982 | 1990 | 1999 | 2007 | 2014 | 2017 |
| ----------------------------------------------------------------- | ---- | ---- | ---- | ---- | ---- | ---- | ---- | ---- |
| 21                                                                | 18   | 11   | 36   | 37   | 43   | 56   | 46   | 44   |
| Tal fra og med 1962 er uden dobbelttælling (sans doubles comptes) |      |      |      |      |      |      |      |      |